# Krușevo, Blagoevgrad
Krușevo (în bulgară Крушево) este un sat  în Obștina Gărmen, Regiunea Blagoevgrad, Bulgaria.

## Demografie
Componența etnică a satului Krușevo
     Bulgari (47,67%)
     Nicio identificare (52,32%)
     Altele (0%)
La recensământul din 2011, populația satului Krușevo era de 258 locuitori. Nu există o etnie majoritară, locuitorii fiind  și bulgari (47,67%). Pentru 52,32% din locuitori nu este cunoscută apartenența etnică.